# قطعنامه ۵۵۷ شورای امنیت
قطعنامه ۵۵۷ شورای امنیت سازمان ملل متحد که در تاریخ ۲۸ نوامبر ۱۹۸۴ تصویب شد، سندی بین‌المللی دربارهٔ اسرائیل-جمهوری عربی سوریه است. این قطعنامه طی نشست ۲۵۶۳ام با ۱۵ موافق، ۰ مخالف و ۰ ممتنع تصویب شد.